# 헌당식을 위한 합창 (베토벤)
소프라노 독창이 있는 합창, "생기있게 뛰는 맥박(Wo sich die Pulse), WoO 98"(일명, 헌당식을 위한 합창)은 1822년에 루트비히 반 베토벤에 의해 쓰인 부수음악이다.           

## 개요
베토벤은 그가 쓴 서곡 "헌당식"과 같이 그의 작품의 기원을 거의 기록하지 않았다. 원고의 첫 페이지 맨 아래에 "루트비히 판 베토벤이 1822년 9월 말에 요제프슈타트 극장의 개관을 위해 작곡한 서곡 - 1822년 10월 3일에 공연됨"이라고 기록되어 있는 것을 읽을 수 있다. 그리고 비슷한 음이 같은 이름의 희곡의 합창 부분(WoO 98)에 나타난다. 이 곡은 황제의 날인 1822년 10월 3일에 예정된 요제프슈타트 극장의 재개관을 위한 1년 간의 재건 끝에 새로운 관리자인 칼 프리드리히 헨슬러에 의해 제작되었다. 축하를 위해 카를 메이슬은 "헌당식"이라는 제목의 희곡을 썼고, 베토벤은 부수 음악을 제공하도록 요청받았다. 1822년 9월 13일 바덴(빈)의 여름 휴양지에서 쓴 편지에서, 베토벤은 출판사인 칼 프리드리히 피터스에게 이렇게 말했다: "빈에 극장을 짓고 있는 매니저를 만나기는 힘들었지만, 그는 제 작품 중 하나로 극장을 열었습니다. 그래서 나는 그를 기쁘게 하기 위해 몇 개의 새로운 작품을 작곡해야만 했습니다." 작업량을 줄이기 위해 베토벤은 주로 1811년에 페스트에서 극장 개관을 위해 작곡한 희곡 《아테네의 폐허》로부터 자신의 음악을 적용하기로 결정했다. 9월 말에 그는 그의 형제 요한에게 말했다: "그 동안 나는 이미 합창과 솔로 보컬로 새로운 곡을 작곡했습니다(WoO 98). 건강이 허락한다면 나는 서곡도 작곡할 것입니다." 비록 《아테네의 폐허》에는 이미 서곡이 포함되어 있었지만, 베토벤은 새로운 서곡이 필수 불가결하다고 느꼈다.

## 구성
본 작품은 4개의 섹션으로 구성된다. 총 연주 소요시간은 7분 정도이다.
1. 알레그로 마 논 트로포 에 운 포코 마에스토소 (내림나장조)
2. 안단테 아리오소 칸타빌레 (내림나장조)
3. 비바체 (사장조)
4. 프레스토 (내림나장조)